# KZ Oranienburg

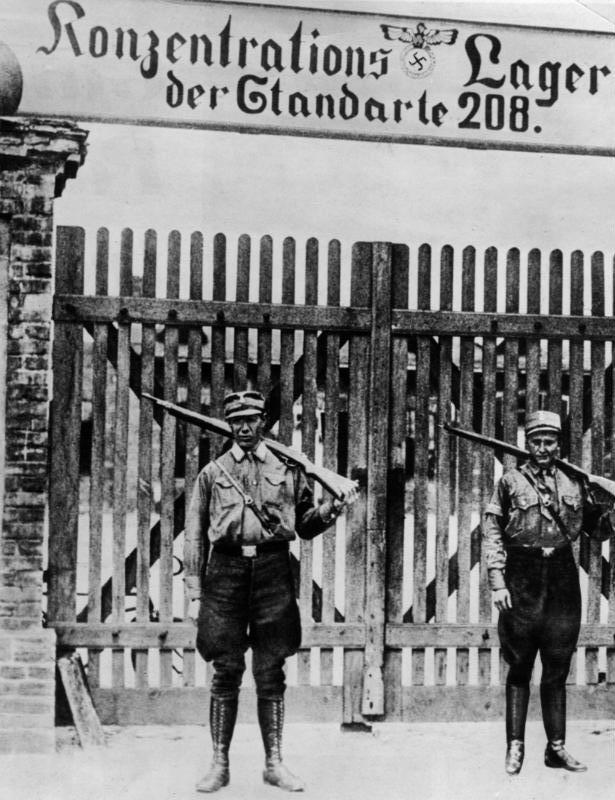
SA-Leute vor dem Eingang des KZ Oranienburg

Das KZ Oranienburg, Volltitel Konzentrationslager Oranienburg, war ein frühes deutsches Konzentrationslager in der Zeit des Nationalsozialismus. Es wurde im März 1933 durch die Sturmabteilung (SA) auf einem ehemaligen Brauereigelände in der Stadt Oranienburg eingerichtet und war das erste Konzentrationslager in Preußen. Bis zur Schließung im Juli 1934 waren insgesamt etwa 3000 Menschen im KZ Oranienburg inhaftiert worden. Acht Häftlinge, die im KZ oder an den Folgen der Haft starben, sind namentlich bekannt. Unter ihnen ist der Schriftsteller Erich Mühsam, der von der Wachmannschaft ermordet wurde. Darüber hinaus gibt es Hinweise auf acht weitere Morde an Häftlingen.

## Geschichte

### Vorgeschichte
Im Rahmen der „Machtergreifung“ der Nationalsozialisten wurden frühe Konzentrationslager ab 1933 zu einem zentralen Element des Terrorsystems der Nationalsozialisten. In der spontanen Gründerwelle wurde ein flächendeckendes Netz von Lagern errichtet, wobei vorhandene Gefängnisse, Lager, Klöster und Fabriken umfunktioniert wurden.
Das Konzentrationslager Oranienburg wurde in dieser ersten Phase der Verbrechen errichtet. Die „Schutzhaft“ wurde ausschließlich von Exekutivorganen befohlen und war jeglicher richterlichen Kontrolle entzogen. Auch unterlag sie keinerlei Rechtsmitteln oder Rechtsbehelfen.
Das Gelände gehörte seit 1925 der „Aktiengesellschaft für Ost- und Überseehandel“ (AGO), die es von dem Münchener Brauhaus erworben hatte. Die Produktion von Radiogeräten und -teilen, die hier angesiedelt war, wurde wegen geringen Bedarfs eingestellt. Da für dieses Gelände kein Käufer oder Mieter gefunden werden konnte, wurde das Grundstück mit dem leerstehenden Fabrikgebäude der SA-Standarte 208 im Februar 1933 als Unterkunft für arbeits- und wohnungslose SA-Männer zur Verfügung gestellt. Das Gelände befand sich 35 km von der Prinz-Albrecht-Straße (ab 1933 Sitz des Geheimen Staatspolizeiamts) entfernt und war mit der S-Bahn günstig zu erreichen. Es war an einer Seite durch eine Fabrikmauer begrenzt, von den anderen Seiten war es durch die Zäune und den Stacheldraht von den benachbarten Grundstücken mit Einfamilienhäusern einzusehen.

### Errichtung des Lagers
Am 21. März 1933 nahm die Oranienburger SA-Standarte 208 in der Stadt und in den umliegenden Gemeinden vierzig Kommunisten gefangen. Diese wurden als erste Gefangene in die verlassenen Räume einer ehemaligen Brauerei in der Berliner Straße gebracht. Das Gelände der Alten Brauerei befand sich in unmittelbarer Nähe zum Stadtzentrum, die Berliner Straße war damals eine belebte Ausfallstraße nach Berlin.
Die Gefangenen unterlagen der sogenannten „Schutzhaft“, in der Regel ohne konkreten Tatvorwurf und ohne Beteiligung der Justizorgane. Die meisten Häftlinge wurden nach einigen Wochen aus dem KZ entlassen, andere über ein Jahr festgehalten und für manche war Oranienburg nur die erste Station auf einem langen Weg durch andere KZs. Das Konzentrationslager Oranienburg übernahm in den folgenden Monaten eine Schlüsselstellung bei der Verfolgung der Opposition in der Reichshauptstadt.
Die ersten Häftlinge mussten nach und nach das Grundstück und die Gebäude säubern und herrichten. Zuerst wurden in den Kühlkellern, Wach- und Verwaltungsräumen Schlafstätten aus Stroh aufgeschüttet. Das Stroh begann in der hohen Luftfeuchtigkeit schon nach wenigen Tagen zu faulen, weswegen bald Pritschen errichtet wurden. Außerdem wurde eine Küche eingerichtet, zu der auch eine Wasserpumpe gehörte, Wasser- und Elektroleitungen wurden gelegt, Toiletten und Waschgelegenheiten eingerichtet. Ende des Jahres 1933 wurde eine ausgediente Lokomotive zum Heizen eingesetzt.
Auf dem Dach eines Lagergebäudes war ein Maschinengewehr postiert.
Am 16. Mai 1933 wurde das Konzentrationslager als Regierungslager anerkannt. Damit wurden alle benötigten Mittel durch den Staat bereitgestellt.

### Häftlinge

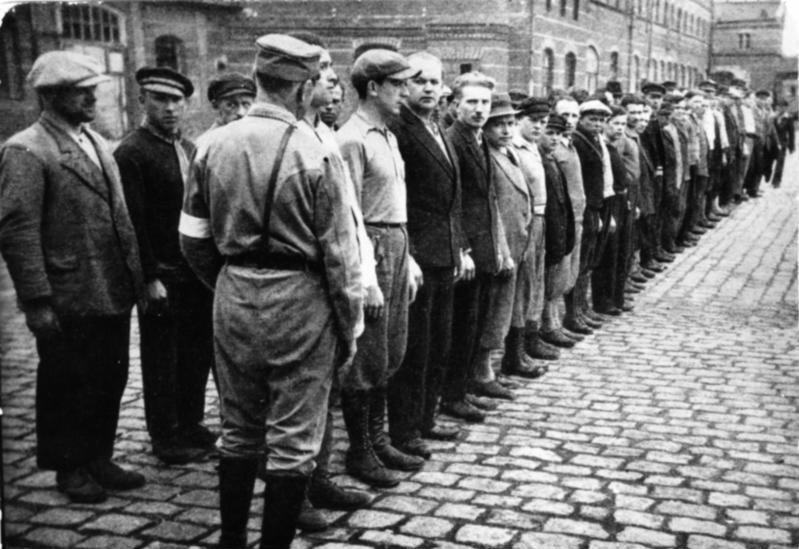
Häftlinge unter Aufsicht, 1933

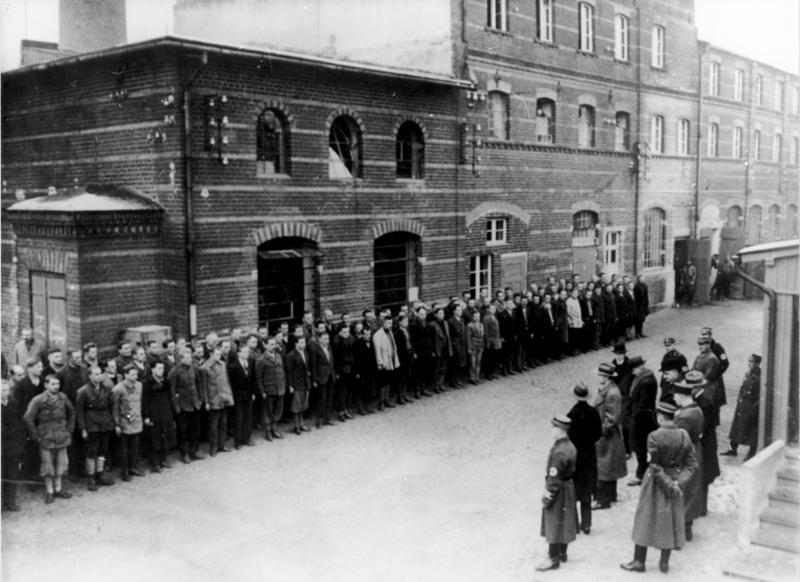
18. Dezember 1933, Häftlingsentlassung; vord. Reihe 3. v. links: Polizeivizepräsident Rudolf Diels

Oranienburg war in erster Linie ein Lager für Berlin und die Provinz Brandenburg. Die ersten vierzig misshandelten politischen Häftlinge wurden am 21. März 1933 von SA-Leuten des Sturmbannes III der Standarte 208 auf einem Lastkraftwagen eingeliefert. Am 27. Juni 1933 überstellte die Ortspolizeibehörde Rathenow die von der sog. Hilfspolizei (SA, SS und Stahlhelm) 52 Verhafteten, darunter die meisten örtlichen Funktionäre und Mandatsträger der SPD, drei erneut festgenommene Kommunisten, ein Funktionär der Zentrumspartei und vier jüdische Bürger, mit Lastwagen zum KZ Oranienburg. Dieselbe Polizeibehörde schickte mit dem Transport am 3. Juli 1933 17 KPD-Mitglieder, die meisten zum zweiten Mal verhaftet, ins KZ Oranienburg. Am 11. Juli 1933 trafen 79 Gefangene aus dem Konzentrationslager Börnicke und 26 Gefangenen aus dem KZ Alt-Daber in Oranienburg ein. Am 29. November 1933 kamen unter anderem 168 Gefangene aus dem KZ Moringen an.
Die Zugehörigkeit zur jüdischen Religionsgemeinschaft war zu dieser Zeit noch kein Grund zur Inhaftierung. Eine Gruppe von 40 Jugendlichen im Alter von 13 bis 20 Jahren kam aus dem jüdischen Erziehungsheim Wolzig. Die jungen Männer wurden der kommunistischen Agitation bezichtigt.
Ab dem 27. März 1933 wurden Häftlingsnummern beginnend mit „1“ vergeben. In der Folge des Eintreffens wurden die Häftlingsakten weiter nummeriert, am 30. Juni 1934 wurde als letztes die Nummer „2874“ vergeben. Nummern ausgeschiedener Häftlinge wurden nicht neu an andere Häftlinge vergeben.
Im Konzentrationslager Oranienburg wurden bis zur Auflösung im Juli 1934 etwa 3000 Menschen (überwiegend Kommunisten und Sozialdemokraten) inhaftiert, unter ihnen drei Frauen.
Dabei befanden sich nicht mehr als 1200 Gefangene gleichzeitig im Lager. Die Zusammensetzung der Häftlinge entsprach den Feindbildern der Bewegung der Nationalsozialisten in der sogenannten „Kampfzeit“.
Mindestens acht Gefangene, darunter der anarchistische Schriftsteller Erich Mühsam, wurden von den Wachmannschaften des Lagers ermordet oder starben an den Folgen der Haft.
In dieser frühen Phase der Konzentrationslager waren auch Entlassungen möglich, das betraf größere Gruppen am 1. Mai und zu Weihnachten. Die Entlassenen hatten sich schriftlich zu verpflichten, sich nicht über die Haft zu äußern und keine Regressansprüche zu stellen.
Aus der Zeit des Bestehens des KZ Oranienburg sind nur zwei Fälle von Flucht aus den Außenlagern bekannt, am 11. September 1933 Arthur Plötzke und am 4. Dezember 1933 Gerhart Seger.
Seger gelang die Flucht nach Prag, wo er einen Erlebnisbericht mit dem Titel Oranienburg verfasste. Versehen mit einem Vorwort von Heinrich Mann erregte dieser 1934 veröffentlichte authentische Bericht, einer der ersten aus einem Konzentrationslager, internationale Aufmerksamkeit und machte Oranienburg zu einem Synonym für das nationalsozialistische Terrorregime.

### Lagerleitung
Lagerkommandant war der SA-Sturmbannführer Werner Schäfer, ab März 1934 der SA-Sturmbannführer Hörnig, Adjutant der SA-Obersturmführer Hans-Hugo Daniels. In der Vernehmungsabteilung arbeiteten SA-Sturmbannführer Krüger, später SA-Sturmführer Hans Stahlkopf und Horst Wassermann. Willy Braune war für die Verwaltung verantwortlich, die Gefangenenabteilung unterstand SA-Sturmführer Werner Eve, die Wachabteilung SA-Obertruppführer Kurt Tausch und die Sanitätsabteilung SA-Standartenarzt Carl Lazar.

### Lageralltag

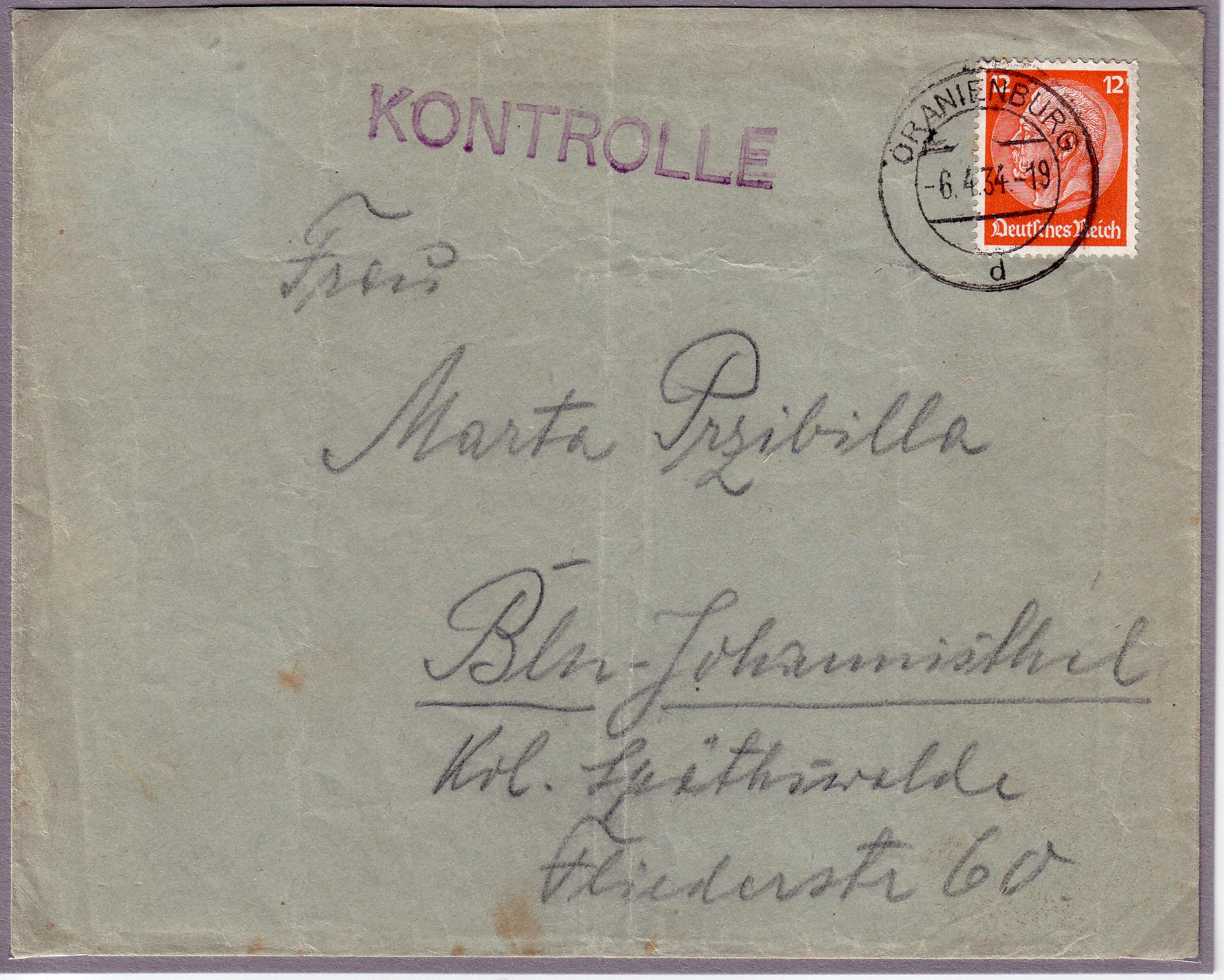
Häftlingsbrief aus dem KZ Oranienburg mit Zensurstempel Kontrolle

Der Häftlingstag begann um 5:30 Uhr mit dem Wecken. Nach dem Aufräumen der Schlafstätten und dem Appell gab es von 6:30 bis 7:00 Uhr Frühstück: Ersatzkaffee, zwei Scheiben Brot mit Marmelade oder Pflaumenmus. Zum Mittagessen um 12:30 Uhr gab es gekochte Kartoffeln, Rüben, Kohl oder ähnliches, ohne Fleisch. Häftlinge in Außenkommandos bekamen außerdem noch zwei Scheiben Brot mit Schmalz. Um 17:00 bis 18:00 Uhr kehrten die Arbeitskolonnen von der Arbeit zurück. Nach dem Abendessen, das aus einer Doppelschnitte mit Schweineschmalz bestand, mussten die Gefangenen um 19:30 in der Unterkunft sein. Um 21:00 Uhr begann die Nachtruhe.
Die Häftlinge mussten lange Zeit ihre Privatkleidung tragen, mit der sie in das Lager eingeliefert wurden. Später wurden alte Polizeiuniformen ausgegeben.
Der im Lager inhaftierte Graphiker Willy „Horsa“ Lippert aus Rathenow musste für das Lager Geldscheine entwerfen, die in der Reichsdruckerei hergestellt wurden. Die Häftlinge wurden gezwungen, Bargeld und Überweisungen von den Verwandten gegen Lagergeld einzutauschen. Dabei behielt die Lagerleitung 30 % ein, dem Häftling wurden also anstatt einer Mark nur 70 Pfennige Lagergeld ausgezahlt. Mit diesem Geld konnten die Gefangenen zusätzliche Lebensmittel oder Zigaretten kaufen.
Mehrmals im Monat war es gestattet, einen Brief zu schreiben und Päckchen zu empfangen. Als Strafe wurde aber auch Postverbot erteilt, so dass eine gewisse Zeit weder Briefe geschrieben noch Päckchen empfangen werden durften. In der Anfangszeit waren Besuche von Familienangehörigen drei Mal pro Woche für je eine Stunde gestattet, später nur noch jeden Sonntag.
Gearbeitet wurde zuerst beim Aufbau des Lagers, dem Einrichten der Lagergebäude und des Geländes. Es entstanden eine Gärtnerei, eine Wäscherei und Werkstätten. In der Schneiderei, der Schusterei, der Schlosserei, der Schmiede, in der Tischlerei und in der sogenannten Waffenmeisterei des Konzentrationslagers verrichteten die Gefangenen Reparaturarbeiten für Kunden aus Oranienburg, aus Berlin und für die Reichswehr. Außerdem mieteten die Stadtverwaltung und sogar Privatpersonen KZ-Häftlinge tageweise für Zwangsarbeiten. Gefangene des Konzentrationslagers renovierten Häuser, reparierten Straßen, legten einen Fahrradweg und ein Strandbad in Oranienburg an, gestalteten die Inselweide und den Volkspark, schachteten Entwässerungsgräben aus und arbeiteten in den Wäldern der Umgebung.
Außenkommandos gab es ab dem 15. Juli 1933 in Börnicke beim Bau der SA-Gruppenführerschule, in der Ziegelei bei schweren Arbeiten und im Gut Elisenau bei Blumberg.
Insgesamt wurden 30.000 Arbeitstage für die Stadt und 50.000 Arbeitstage außerhalb des Ortes geleistet. Die Bezahlung betrug 0,50 RM für einen Häftling. Diesen minimalen Lohn kassierte die Lagerleitung.
Jüdische Häftlinge waren im Lager einer besonderen Schikane ausgesetzt. Sie waren in der sogenannten Judenkompanie zusammengefasst und mussten zur Kennzeichnung Armbinden tragen. Häufiger als andere Häftlinge wurden sie Opfer schwerer körperlicher Misshandlungen. Zu entwürdigenden Arbeiten wie das Reinigen der Toiletten mit bloßen Händen wurden sie bevorzugt herangezogen.

### Öffentlichkeit und Propaganda

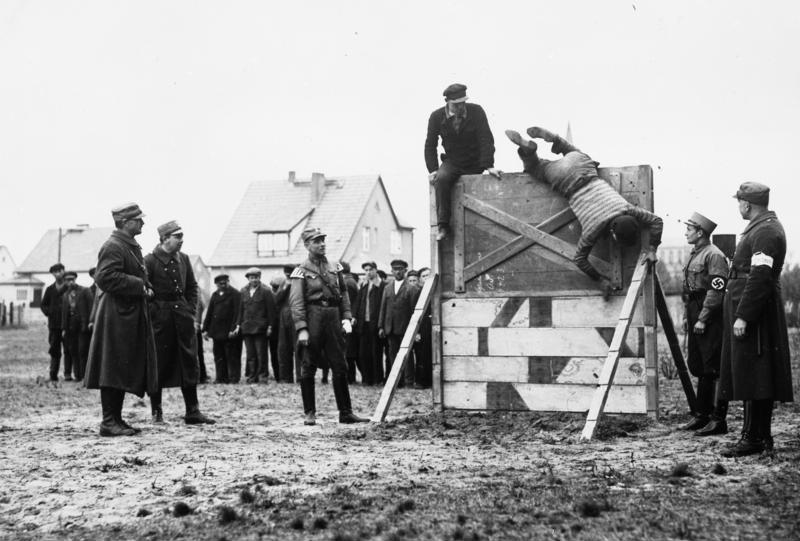
Häftlinge bei sogenannten sportlichen Übungen

Das Konzentrationslager Oranienburg spielte in der nationalsozialistischen Propaganda eine wichtige Rolle. Werner Schäfer, der erste Kommandant des KZ Oranienburg, verfasste 1934 als Reaktion auf das zuvor herausgegebene Braunbuch und den im selben Jahr erschienenen Erlebnisbericht Gerhart Segers ein propagandistisches „Anti-Braunbuch“ über das Lager, in dem die Misshandlung von Häftlingen geleugnet oder verharmlost wurden. Schäfer hatte beispielsweise Stehbunker als Strafmaßnahmen angewandt. Den Schlussteil des Buches bildete eine tabellarische Übersicht, in der dargestellt war, welche Häftlinge angeblich im Konzentrationslager Oranienburg wie viel Kilogramm an Körpergewicht zunahmen.
In- und ausländische Journalisten besichtigten das Lager. Im April fanden Fotoaufnahmen statt, später wurde ein Film für die Wochenschau gedreht. Am 30. September 1933 berichtet der inzwischen gleichgeschaltete Hörfunk ausführlich über das Oranienburger Lager in einer Tonaufnahme, die vermutlich allerdings nur über Kurzwelle für das Ausland und die Auslandsdeutschen ausgestrahlt wurde. Es ist die einzige erhaltene NS-Rundfunkberichterstattung über ein KZ-Lager.
Die vorgetäuschte Lagerpolitik des „gläsernen KZ“ hatte das Ziel, der „jüdisch-bolschewistischen Hetzkampagne“ ein Bild von Korrektheit und Disziplin entgegenzustellen, das Konzentrationslager als Erziehungsmaßnahme zu zeigen, in der „Verhetzte“ und „Irregeleitete“ eine Umerziehung durch schwere Arbeit erfuhren, und das Recht der Sieger auf Rache zu demonstrieren.

### Auflösung des Lagers
Unter dem Vorwand, es habe einen „Röhm-Putsch“ oder eine geplante Intrige Ernst Röhms gegeben, ließ Hitler die „Maßnahmen der Staatsnotwehr“ durchführen. In der Nacht zum 2. Juli 1934 besetzte eine Einheit der Landespolizeigruppe das Oranienburger Lager und entwaffnete die SA-Mannschaften. Theodor Eicke rückte am 4. Juli 1934 mit etwa 150 SS-Leuten an. Diese brachten die Häftlinge am 13. Juli in das Konzentrationslager Lichtenburg (Prettin/Sachsen-Anhalt). Am 14. Juli 1934 wurde das Konzentrationslager in der Alten Brauerei Oranienburg aufgelöst. Es wurde nun als Reservelager für Berlin für etwa eintretenden Bedarf mit sechs SS-Leuten und einem SS-Führer erhalten. Nach der Entmachtung der SA wurde die SS am 20. Juli selbstständig. Das allein von der SS kontrollierte, systematisch organisierte System der Konzentrationslager entstand. Die meisten der frühen, improvisierten Lager im Reichsgebiet wurden geschlossen. Lediglich eine SS-Einheit, die das KZ Columbia-Haus in Berlin bewachte, blieb im Schloss Oranienburg stationiert.
1936 wurden auch Häftlinge dieses Konzentrationslagers gezwungen, die Pläne zu zeichnen, nach denen noch im selben Jahr das KZ Sachsenhausen am Stadtrand von Oranienburg erbaut wurde.

## Inhaftierte Personen

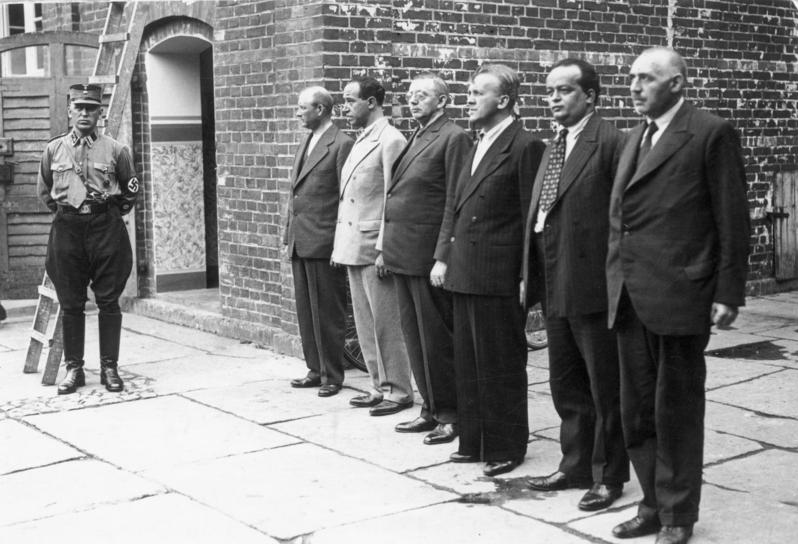
Die Einlieferung von SPD-Mitgliedern und Rundfunkleuten im August 1933; von rechts: Ernst Heilmann (SPD), Friedrich Ebert junior (SPD und Chefredakteur), Alfred Braun (Rundfunksprecher), Heinrich Giesecke (Direktor der Reichs-Rundfunk-Gesellschaft), Hans Flesch (Rundfunkintendant) und Kurt Magnus (Direktor der Reichs-Rundfunk-Gesellschaft)

### Todesopfer
Zu den acht namentlich bekannten Todesopfern des KZ Oranienburg gehören:
- Hermann Hagendorf, am 20. Juni 1933 nach Misshandlungen gestorben[6]
- Max Sens, am 28. Juni 1933 nach Misshandlungen gestorben[7]
- Erich Mühsam, in der Nacht vom 9. zum 10. Juli 1934 ermordet

### Überlebende
- Paul Alsberg, Mediziner und Anthropologe
- Alfred Braun, Rundfunksprecher und Regisseur
- Hans Coppi, kommunistischer Widerstandskämpfer
- Friedrich Ebert junior, Sozialdemokrat
- Alexander Falzmann, evangelischer Pfarrer
- Max Fechner, SPD-Politiker
- Heinrich Giesecke, Direktor der Reichsrundfunkgesellschaft
- Max Grabowski, Maler und Widerstandskämpfer
- Ernst Heilmann, Fraktionsvorsitzender der SPD im preußischen Landtag
- Kurt Hiller, Pazifist
- Ernst Hörnicke, KPD-Reichstagsabgeordneter
- Erich Knauf, Schriftsteller
- Wilhelm Leo, Sozialdemokrat, Rechtsanwalt, im Exil Mitbegründer des Nationalkomitee Freies Deutschland für den Westen (auch CALPO)
- Willy Otto „Horsa“ Lippert, Bildhauer, Grafiker, Kunstmaler, Numismatiker und Heraldiker
- Kurt Magnus, Direktor der Reichsrundfunkgesellschaft 1930–1933
- Eugen Mossakowsky, Nationalrevolutionär und Redakteur
- Hermann Salomon, SPD-Mitglied, Arzt, ehemaliger Erster Bürgermeister der Stadt Luckenwalde (1930–1933)
- Richard Schapke, Nationalrevolutionär und Publizist
- Gerhart Seger, Sozialdemokrat
- Julius Springer d. J., Verleger
- Stefan Szende, Politologe, Journalist und Widerstandskämpfer
- Ehm Welk, Schriftsteller

## Gedenken

Erinnerungstafel an der ehemaligen südlichen Lagermauer

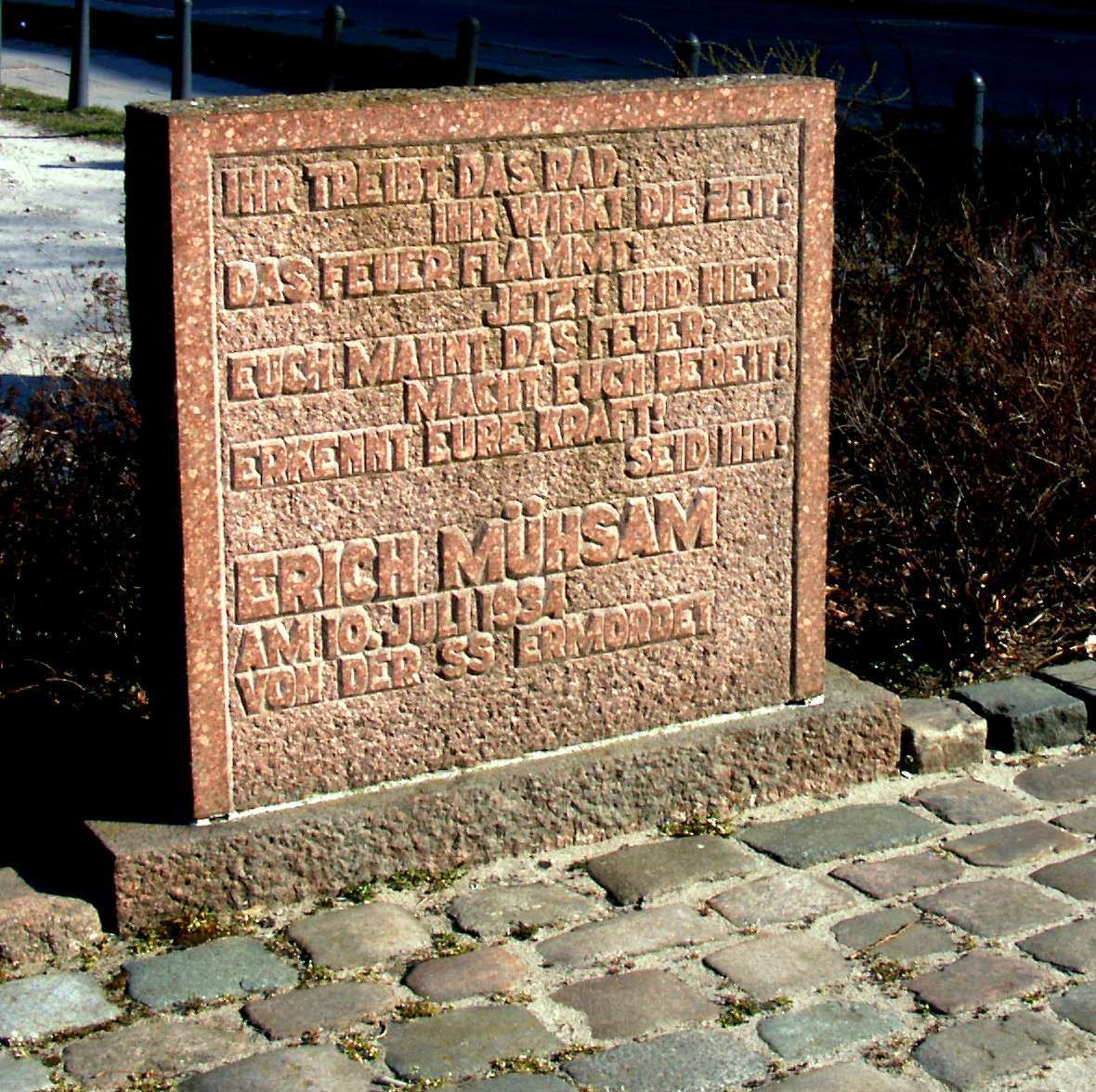
Gedenkstein für Erich Mühsam am Ort des ehemaligen Lagers

1950 wurde an der südlichen Mauer des ehemaligen KZ eine Erinnerungstafel angebracht. Auf dem ehemaligen Lagergelände wurde in den 1960er Jahren das Volkspolizeikreisamt Oranienburg errichtet. 1974 wurden vor dem Gebäude ein Gedenkstein für Erich Mühsam aufgestellt. Der Platz an der südlichen Mauer mit der Erinnerungstafel wurde 1994 neu gestaltet und der Gedenkstein für Erich Mühsam dorthin versetzt.

„Ihr treibt das Rad: Ihr wirkt die Zeit;

Das Feuer flammt: Jetzt! und hier!

Euch mahnt das Feuer: Macht Euch bereit!

Erkennt Eure Kraft! Seid hier!

Erich Mühsam

am 10. Juli 1934 von der SS ermordet“

Seit 1993 ist die Gedenkstätte und Museum Sachsenhausen auf dem Gelände des ehemaligen KZ Sachsenhausen für die Ausstellungen und Forschung zur Geschichte des Lagers verantwortlich. Ein inhaltlicher Schwerpunkt der Einrichtung ist die Geschichte des KZ Oranienburg. Die Gedenkstätte versteht sich als Gedenk- und Lernort sowie als modernes zeithistorisches Museum. Sie folgt einem dezentralen Gesamtkonzept, um dem Besucher die Geschichte an den authentischen Orten erfahrbar zu machen. In verschiedenen Ausstellungen, u. a. zum KZ Oranienburg, wird die konkrete Geschichte des jeweiligen historischen Ortes als Leitidee mit einer darüber hinaus weisenden thematischen Darstellung verknüpft.